# Administratura apostolska Harbinu
Administratura apostolska Harbinu (łac. Apostolica Administratio Harbinus, chiń. 天主教愛沙尼亞宗座署理區) – rzymskokatolicka administratura apostolska ze stolicą w Harbinie w prowincji Heilongjiang, w Chińskiej Republice Ludowej. W nomenklaturze Patriotycznego Stowarzyszenie Katolików Chińskich nosi nazwę diecezja Heilongjiang.

## Historia
28 maja 1931, za pontyfikatu papieża Piusa XI, erygowano administraturę apostolską Harbinu. Dotychczas wierni z tych terenów należeli do wikariatu apostolskiego Syberii (obecnie diecezja Przemienienia Pańskiego w Nowosybirsku w Rosji). Początkowo urząd administratora apostolskiego pełnili delegaci apostolscy w Chinach.
Od zwycięstwa komunistów w chińskiej wojnie domowej w 1949 administratura, podobnie jak cały prześladowany Kościół katolicki w Chinach, nie może normalnie działać. Nowe władze państwowe postanowiły scalić wszystkie jednostki kościelne w prowincji Heilongjiang. W latach 1959–1983 istniała więc diecezja harbińska, po czym zmieniono nazwę na diecezja Heilongjiang. Działania te przeprowadzano bez zgody papieża, więc z punktu widzenia prawa kanonicznego były one nielegalne i nieważne.
W latach 1959 – 1992 diecezją Heilongjiang zarządzał mianowany przez Patriotyczne Stowarzyszenie Katolików Chińskich antybiskup.
Pierwszy znany administrator apostolski z Kościoła podziemnego (wiernego papieżowi) ks. Joseph Zhao Hongchun objął urząd w 2011. W 2012, w opozycji do niego, Patriotyczne Stowarzyszenie Katolików Chińskich mianowało na biskupa Heilongjiang Josepha Yue Fushenga. Yue Fusheng nie był uznawany przez Stolicę Apostolską za prawowitego ordynariusza. 22 września 2018 został uznany przez Watykan za legalnego biskupa na mocy Umowy Tymczasowej w sprawie mianowania biskupów podpisanej pomiędzy Stolicą Apostolską i Chińską Republiką Ludową..

## Administratorzy apostolscy
- abp Celso Benigno Luigi Costantini[4] (1931 - 1933) delegat apostolski w Chinach
- abp Mario Zanin[4] (1934 - 1946) delegat apostolski w Chinach
- sede vacante (być może urząd sprawował kapłan(i) Kościoła podziemnego) (1946 - 2011)
- ks. Joseph Zhao Hongchun (2011 - nadal)

### Antybiskupi Harbinu i Heilongjiang
Ordynariusze mianowani przez Patriotyczne Stowarzyszenie Katolików Chińskich nieposiadający mandatu papieskiego:
- Peter Wang Ruihuan (1959 – 1992)
- Joseph Yue Fusheng (2012 - nadal).